# Ruch antynikotynowy w III Rzeszy

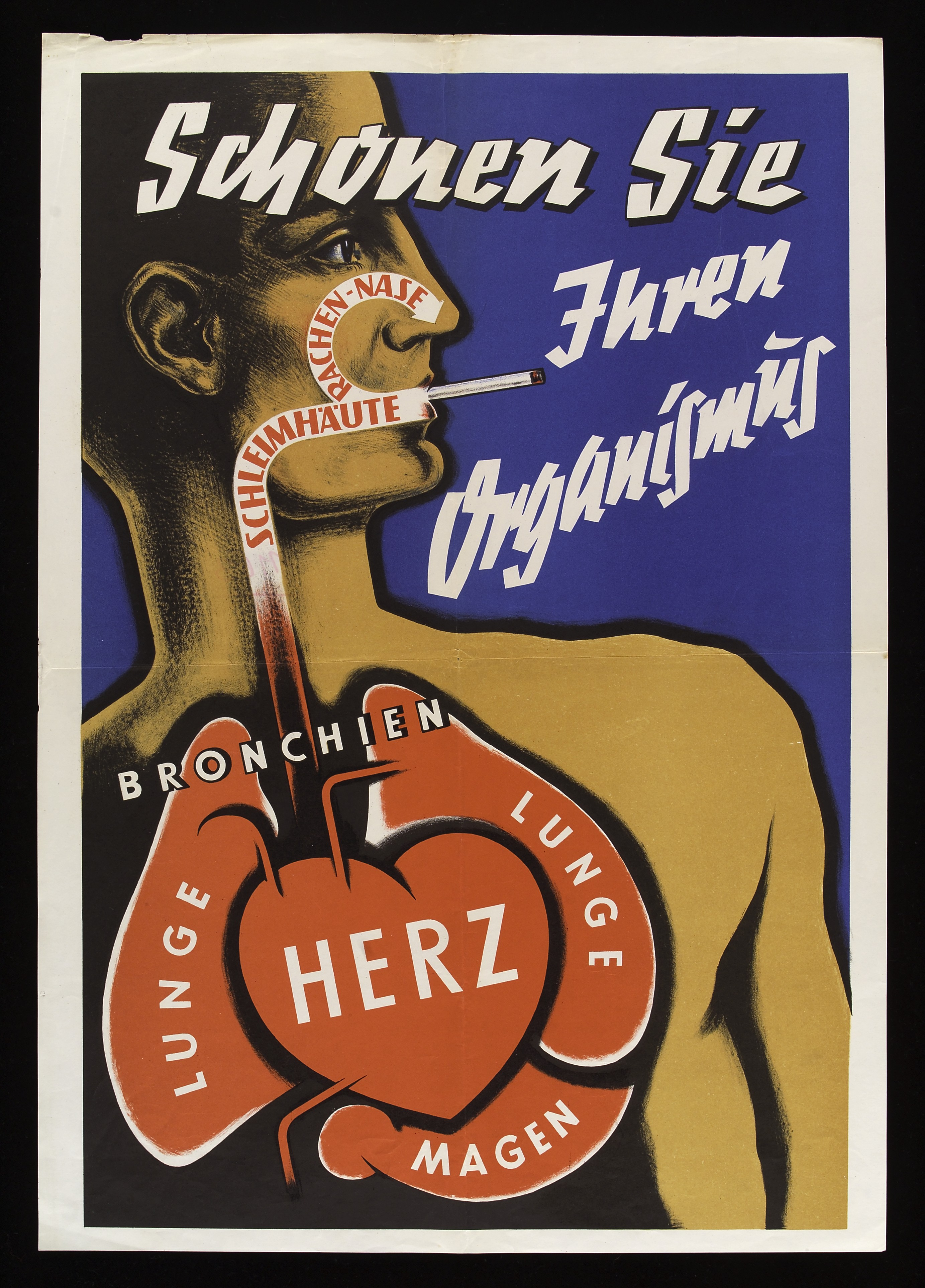
Plakat kampanii antynikotynowej (1940)

Ruch antynikotynowy w III Rzeszy – zbiór działań administracyjno-propagandowych przeprowadzonych przez władze III Rzeszy w latach 30. i wczesnych latach 40. XX w., których celem było ograniczenie palenia tytoniu przez ludność tego kraju.
Gdy niemieccy lekarze jako pierwsi odkryli związek pomiędzy paleniem tytoniu a rakiem płuca, władze III Rzeszy zapoczątkowały zakrojony na szeroką skalę ruch antynikotynowy i przeprowadziły pierwszą w historii najnowszej publiczną kampanię przeciwko paleniu. Ruchy antynikotynowe rosły w siłę w wielu krajach od początku XX wieku, ale odnosiły niewielkie sukcesy, z wyjątkiem Niemiec, w których kampania ta była wspierana przez rząd po tym, jak naziści doszli do władzy. Była to największa tego typu kampania na świecie. Przywództwo narodowych socjalistów potępiało palenie, co uwidoczniło się np. w otwartej krytyce tego nałogu, jaką wyraziło kilku przywódców NSDAP. Pod rządami nazistów przeprowadzono też intensywny program badań nad skutkami palenia tytoniu i jego wpływem na zdrowie. Wśród czynników motywujących kampanię, która była powiązana zarówno z antysemityzmem, jak i rasizmem, była również nazistowska polityka rozrodcza i osobista niechęć Adolfa Hitlera do tytoniu.
Nazistowska kampania antynikotynowa obejmowała zakaz palenia w tramwajach, autobusach i pociągach szybkiej kolei miejskiej, promowanie wychowania zdrowotnego, ograniczanie racji papierosowych dla żołnierzy Wehrmachtu, organizację wykładów na temat zdrowia dla żołnierzy i podwyższanie opodatkowania tytoniu. Narodowi socjaliści wprowadzili też ograniczenia dotyczące reklamowania tytoniu i palenia w miejscach publicznych oraz regulacje dotyczące restauracji i kawiarń. Ruch antynikotynowy nie odniósł wielkich efektów w początkowym okresie nazistowskiego reżimu, a w latach 1933–1939 konsumpcja tytoniu nawet wzrosła, od 1939 do 1945 liczba palących wśród personelu wojskowego stopniowo jednak się zmniejszała. Nawet pod koniec XX wieku ruch antynikotynowy w powojennych Niemczech nie osiągnął takiego poziomu skuteczności oddziaływania, jaki miała kampania antynikotynowa w czasach nazizmu.

## Początki
Nastroje antynikotynowe wśród Niemców istniały od początku XX wieku. Pierwsza organizacja antynikotynowa w tym kraju, Deutscher Tabakgegnerverein zum Schutze der Nichtraucher (Niemieckie Stowarzyszenie Przeciwników Tytoniu dla Ochrony Niepalących), utworzona w 1904 roku, istniała tylko przez krótki okres. Następna organizacja antynikotynowa, Bund Deutscher Tabakgegner (Związek Niemieckich Przeciwników Tytoniu), została utworzona w 1910 w Trutnowie w Czechach, należących wtedy do Austro-Węgier. Inne organizacje antynikotynowe zostały utworzone w 1912 w Hanowerze i Dreźnie. W 1920 roku w Pradze utworzono Bund Deutscher Tabakgegner in der Tschechoslowakei (Związek Niemieckich Przeciwników Tytoniu w Czechosłowacji), skupiający przedstawicieli licznej wtedy mniejszości niemieckiej w Czechosłowacji. W tym samym roku w Grazu utworzono Bund Deutscher Tabakgegner in Deutschösterreich (Związek Niemieckich Przeciwników Tytoniu w niemieckiej Austrii).
Związki te wydawały czasopisma nakłaniające do niepalenia. Pierwszym takim niemieckojęzycznym czasopismem był „Der Tabakgegner” (Przeciwnik tytoniu), publikowany przez organizację działającą w Czechach, a później w Czechosłowacji, w okresie 1912–1934. Drugim tego typu czasopismem było „Deutscher Tabakgegner” (Niemiecki Przeciwnik Tytoniu), wydawane w Dreźnie od 1919 do 1935 r. Organizacje antynikotynowe były również przeciwne spożywaniu alkoholu.

## Przyczyny

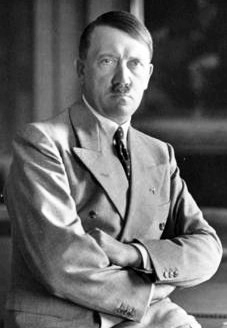
Adolf Hitler zachęcał swoich bliskich współpracowników do rzucenia palenia

### Nastawienie Adolfa Hitlera do palenia tytoniu
W młodości Adolf Hitler był nałogowym palaczem. Palił od 25 do 40 papierosów dziennie, później jednak rzucił nałóg stwierdzając, że to marnotrawstwo pieniędzy. W późniejszych latach uważał palenie za deprawujące i gniew czerwonego człowieka przeciwko białemu człowiekowi, zemstę za otrzymanie alkoholu wysokoprocentowego. Narzekał też, że tak wielu wspaniałych ludzi zatraciło się w zatruwaniu tytoniem. Ubolewał, że jego ukochana Eva Braun i jeden z najbliższych współpracowników Martin Bormann byli palaczami. Był również zaniepokojony tym, że Hermann Göring ciągle palił w miejscach publicznych. Kiedyś zdenerwował się, gdy zamówiono statuę przedstawiającą Göringa palącego cygaro. Hitler jest często uważany za pierwszego przywódcę kraju, który był zwolennikiem niepalenia, w rzeczywistości był nim król Anglii i Szkocji Jakub I Stuart.
Hitler z dezaprobatą przyjmował tolerowanie palenia wśród personelu wojskowego i w czasie II wojny światowej. 2 marca 1942 roku, powiedział: to był błąd, którego korzenie można odnaleźć w dowództwie wojskowym tego czasu na początku wojny. Powiedział również, że nie było właściwym stwierdzenie, że żołnierz nie może żyć bez palenia. Obiecał położyć kres używaniu tytoniu w wojsku po zakończeniu wojny. Hitler osobiście zachęcał bliskich przyjaciół do niepalenia i nagradzał tych, którzy rzucili palenie. Jednakże osobista niechęć Hitlera do tytoniu była tylko jednym z kilku czynników stojących za kampanią antynikotynową.

### Polityka rozrodcza
Kolejną przyczyną kampanii antynikotynowej była nazistowska polityka rozrodcza. Palące kobiety były uważane za podatne na przedwczesne starzenie się i utratę atrakcyjności fizycznej; były uznawane za nieodpowiednie do roli żon i matek w niemieckiej rodzinie. Werner Huttig z Urzędu Polityki Rasowej NSDAP twierdził, że mleko palącej matki zawiera nikotynę, co zostało potwierdzone przez badania w XXI wieku.
Dr Martin Staemmler wyrażał opinię, że palenie u kobiet w ciąży skutkuje wyższym prawdopodobieństwem urodzenia martwego dziecka i poronienia. Opinia ta była popierana przez znaną higienistkę rasową Agnes Bluhm, której książka, opublikowana w 1936 roku, zawierała ten sam pogląd. Nazistowskie kierownictwo było tym zaniepokojone, ponieważ chciało, by niemieckie kobiety wykazywały się możliwie wysoką rozrodczością. Artykuł opublikowany w 1943 roku w niemieckim czasopiśmie ginekologicznym stwierdzał, że kobiety palące trzy lub więcej papierosów dziennie były bardziej narażone na pozostanie bezdzietnymi od kobiet niepalących.

## Badania
Do momentu dojścia nazistów do władzy badania nad skutkami zażywania tytoniu na zdrowie ludności w Niemczech były bardziej zaawansowane niż w jakimkolwiek innym kraju. Związek pomiędzy tytoniem a rakiem płuca został po raz pierwszy dowiedziony w nazistowskich Niemczech, wbrew powszechnemu przekonaniu, że to amerykańscy i brytyjscy naukowcy dokonali tego odkrycia w latach 50. Wyrażenie bierne palenie (Passivrauchen) zostało ukute w III Rzeszy. W ramach projektów badawczych finansowanych przez nazistów odkryto wiele negatywnych skutków zdrowotnych palenia. III Rzesza wspierała badania epidemiologiczne na temat szkodliwych efektów używania tytoniu. Hitler osobiście przekazał wsparcie finansowe dla ustanowionego w 1941 roku Wissenschaftliches Institut zur Erforschung der Tabakgefahren (Instytut Naukowy Badań nad Zagrożeniami Nikotynowymi) na Uniwersytecie w Jenie, kierowanego przez Karla Astela. Był to najbardziej znaczący instytut antynikotynowy w nazistowskich Niemczech.
Franz H. Müller w 1939 roku i E. Schairer w 1943 jako pierwsi wykorzystali metody epidemiologiczne badania porównawczego przypadków raka płuca wśród palaczy. W 1939 r. Müller opublikował analizę badań w uznanym czasopiśmie onkologicznym w Niemczech, która stwierdzała, że występowanie raka płuca jest wyższe wśród palaczy. Müller, opisany jako zapomniany ojciec epidemiologii eksperymentalnej, był członkiem Narodowosocjalistycznego Korpusu Motorowego i NSDAP. Jego rozprawa doktorska z 1939 roku była pierwszą na świecie pracą z zakresu epidemiologii na temat związku pomiędzy tytoniem a rakiem płuca. Poza wzmiankami o zwiększającej się liczbie przypadków raka płuca i wielu jego przyczynach, takich jak: pył, spaliny samochodowe, gruźlica, promieniowanie rentgenowskie i zanieczyszczenia emitowane przez fabryki, rozprawa ta wskazywała na rosnące znaczenie dymu tytoniowego.
Lekarze w III Rzeszy zdawali sobie sprawę z tego, że palenie powoduje choroby serca, które były uważane za najbardziej negatywny skutek zdrowotny palenia. Nikotyna była czasami brana pod uwagę jako odpowiedzialna za zwiększającą się liczbę przypadków zawału serca w Niemczech. W późniejszych latach II wojny światowej badacze uważali nikotynę za czynnik stojący za niewydolnością serca, na którą cierpiała znacząca część personelu wojskowego na froncie wschodnim. Patolog armii lądowej Wehrmachtu przebadał 32 żołnierzy, którzy zmarli na zawał serca na froncie, i udokumentował w raporcie z 1944 roku, że wszyscy byli nałogowymi palaczami. Zacytował również opinię innego patologa, Franza Buchnera, że papierosy są chorobą wieńcową pierwszego rzędu.

## Zastosowane środki oddziaływania
Naziści wykorzystali kilka taktyk propagandy zdrowotnej, aby przekonać ludność Niemiec do niepalenia. Popularne magazyny o tematyce zdrowotnej, takie jak „Gesundes Volk” („Zdrowy Naród”), „Volksgesundheit” („Zdrowie Ludu”) i „Gesundes Leben” („Zdrowe Życie”), publikowały artykuły ostrzegające o zdrowotnych konsekwencjach palenia. Rozlepiano też plakaty ukazujące szkodliwe efekty tytoniu. Ulotki dotyczące szkodliwości palenia wysyłano ludziom do ich miejsc pracy, często z pomocą Hitlerjugend i Bund Deutscher Mädel. Podjęta przez nazistów kampania antynikotynowa obejmowała również edukację zdrowotną. Założone w czerwcu 1939 roku Biuro Przeciwko Niebezpieczeństwom Alkoholu i Tytoniu oraz Reichsstelle für Rauschgiftbekämpfung (Biuro na Rzecz Walki z Narkotykami) również wspomagały kampanię. Artykuły zalecające niepalenie były publikowane w czasopismach: „Die Genussgifte” (Narkotyki), „Auf der Wacht” (Na Straży) i „Reine Luft” (Czyste Powietrze). Głównym czasopismem kampanii było „Reine Luft”. Instytut pod kierownictwem Karla Astela zakupił i rozpowszechnił setki przedruków z „Reine Luft”.
Po stwierdzeniu szkodliwych konsekwencji zdrowotnych palenia uchwalono wiele dotyczących niego ustaw i rozporządzeń. W późnych latach 30. naziści stopniowo wprowadzali prawo antynikotynowe. W 1938 zakaz palenia wprowadziły Luftwaffe i Reichspost. Podobne zakazy wprowadzono również w zakładach opieki zdrowotnej, urzędach publicznych i domach wypoczynkowych. Położnym zabroniono palenia podczas pełnienia dyżurów. W 1939 NSDAP uznała za nielegalne palenie we wszystkich swoich siedzibach, a Heinrich Himmler, ówczesny szef SS, ograniczył służbom policyjnym i SS możliwość palenia na służbie. Palenie było również zabronione w szkołach.
W 1941 roku w 60 niemieckich miastach zabroniono palenia w tramwajach. Zakaz palenia obowiązywał również w schronach, choć w niektórych wprowadzono osobne pomieszczenia na palarnie. Szczególną uwagę zwracano na zapobieganie paleniu wśród kobiet. Przewodniczący Stowarzyszenia Medycznego w Niemczech ogłosił, że niemieckie kobiety nie palą. Kobiety w ciąży i te poniżej 25. albo powyżej 55. roku życia nie otrzymywały kartek na wyroby tytoniowe podczas II wojny światowej. Na handel detaliczny nałożono obostrzenia, dotyczące sprzedaży produktów tytoniowych kobietom. Odbywały się publiczne pokazy filmów antynikotynowych skierowanych do kobiet. W nazistowskich gazetach publikowano artykuły redakcyjne, dotyczące palenia i jego skutków. Wprowadzono rygorystyczne restrykcje. I tak na przykład Narodowosocjalistyczna Organizacja Komórek Fabrycznych ogłosiła, że będzie wyrzucać członkinie, które palą publicznie. Kolejny krok w kampanii antynikotynowej zrobiono w lipcu 1943, gdy zabroniono publicznego palenia osobom w wieku poniżej 18 lat. W następnym roku zabroniono palenia w autobusach i szybkiej kolei miejskiej. Dokonano tego z osobistej inicjatywy Adolfa Hitlera, który obawiał się, że konduktorki mogłyby być ofiarami biernego palenia.
Wprowadzono również ograniczenia dotyczące reklamowania produktów tytoniowych. Zostały one wprowadzone 7 grudnia 1941 przez Heinricha Hunke, przewodniczącego Rady Reklamowej. Zakazano reklam przedstawiających palenie jako nieszkodliwe lub jako wyraz męskości. Zabroniono również wyszydzania aktywistów antynikotynowych oraz umieszczania plakatów reklamowych wzdłuż torów kolejowych, w rejonach wiejskich, na stadionach i torach wyścigowych. Zakazano także reklam przy użyciu głośników i poczty.
Ograniczenia dotyczące palenia wprowadzono także w Wehrmachcie. Racje papierosowe zostały ograniczone do sześciu sztuk na żołnierza dziennie. Często sprzedawano żołnierzom dodatkowe papierosy, zwłaszcza gdy nie było walk na froncie, sprzedaż ta była jednak ograniczona do 50 papierosów na osobę miesięcznie. Nastoletni żołnierze służący w 12. Dywizji Pancernej SS Hitlerjugend zamiast artykułów tytoniowych dostawali słodycze. Dostępu do papierosów odmówiono żeńskiemu personelowi pomocniczemu. Prowadzono również wykłady medyczne, które miały przekonać personel wojskowy do rzucenia palenia. 3 listopada 1941 roku wprowadzono specjalne rozporządzenie, które podwyższało opodatkowanie tytoniu o około 80–95% ceny detalicznej. Aż do początku lat 70. była to największa podwyżka podatku tytoniowego w Niemczech.

## Skuteczność kampanii
Mimo tych wysiłków wczesną kampanię antynikotynową można uznać za porażkę. W latach 1933–1937 zaobserwowano gwałtowny wzrost konsumpcji tytoniu w Niemczech. Tempo wzrostu było większe niż w sąsiadującej Francji, gdzie ruch antynikotynowy był mały i o wiele mniej wpływowy. Pomiędzy 1932 a 1939 rokiem konsumpcja papierosów per capita w Niemczech wzrosła z 570 do 900 rocznie, podczas gdy we Francji wzrost ten wyniósł z 570 do 630.
Firmy produkujące papierosy w Niemczech sięgały do różnych wybiegów, mających na celu osłabienie kampanii antynikotynowej. Publikowały nowe czasopisma i próbowały przedstawić ruch antynikotynowy jako fanatyczny i nienaukowy. Przemysł tytoniowy wykorzystywał w swoich reklamach palące modelki, aby przeciwdziałać rządowej kampanii powstrzymującej kobiety przed paleniem. Pomimo kampanii prowadzonej przez rząd wiele kobiet w Niemczech paliło regularnie, włącznie z żonami wielu wysokich rangą nazistowskich oficjeli. Na przykład Magda Goebbels paliła nawet w czasie wywiadu z dziennikarzem. Ilustracje przedstawiające kobiety z papierosami publikowano też często w popularnych żurnalach mody, jak „Beyers Mode für Alle” (Moda Beyerów dla Wszystkich). Okładka popularnego singla Lili Marleen przedstawiała piosenkarkę Lale Andersen trzymającą w dłoni papieros.
|                   | Rok  |      |      |      |
| 1930              | 1935 | 1940 | 1944 |      |
| Niemcy            | 490  | 510  | 1022 | 743  |
| Stany Zjednoczone | 1485 | 1564 | 1976 | 3039 |

Pod koniec lat 30. i we wczesnych latach II wojny światowej naziści wzmogli kampanię antynikotynową, przez co spożycie tytoniu spadło. Również w Wehrmachcie w wyniku prowadzonej kampanii antynikotynowej całkowita konsumpcja tytoniu przez żołnierzy pomiędzy 1939 a 1945 rokiem zmalała. Zgodnie z przeprowadzonymi badaniami ankietowymi w 1944 roku liczba palaczy w Wehrmachcie wprawdzie zwiększyła się, ale średnia konsumpcja tytoniu per capita zmniejszyła się o 23,4% w porównaniu do lat bezpośrednio poprzedzających II wojnę światową. Odsetek osób palących 30 lub więcej papierosów dziennie zmniejszył się z 4,4% do 0,3%.
Nazistowska polityka antynikotynowa nie była wolna od sprzeczności. Na przykład propagowano takie pojęcia jak Volksgesundheit i Gesundheitspflicht (obowiązek bycia zdrowym), jednocześnie rozprowadzając papierosy wśród osób, które były uznawane przez nazistów za zasługujące na to (np. żołnierzy z linii frontu i członków Hitlerjugend). Z drugiej strony, niezasługującym i grupom napiętnowanym (np. Żydom i jeńcom wojennym) odmawiano dostępu do tytoniu.

## Związek z antysemityzmem i rasizmem
Poza troską o publiczne zdrowie, kampania antynikotynowa nazistów miała wyraźny aspekt ideologiczny, uwidaczniający się szczególnie przez jej związek z pojęciem higieny rasowej i czystości cielesnej. Nazistowscy przywódcy uważali, że palenie tytoniu miało zły wpływ na rasę panów i było równoznaczne z degeneracją rasową. Postrzegali tytoń jako truciznę genetyczną. Higieniści rasowi sprzeciwiali się używaniu tytoniu w obawie, że zdegeneruje dziedzictwo genetyczne narodu (zgodnie z ówczesnymi poglądami, obawiano się zepsucia plazmy zarodkowej Niemców). Nazistowscy aktywiści antynikotynowi często próbowali przedstawiać tytoń jako wadę zdegenerowanych Afrykańczyków.
Naziści utrzymywali, że to Żydzi byli odpowiedzialni za wprowadzenie tytoniu i jego szkodliwe skutki. Również Kościół Adwentystów Dnia Siódmego w Niemczech głosił, że palenie było nałogiem rozpowszechnionym przez Żydów. Johann von Leers, redaktor czasopisma „Nordische Welt” („Nordycki Świat”), podczas ceremonii otwarcia Wissenschaftliches Institut zur Erforschung der Tabakgefahren (Instytut Naukowy Badania Zagrożeń Związanych z Paleniem Tytoniu) w 1941 roku oznajmił, że żydowski kapitalizm jest odpowiedzialny za rozprzestrzenienie się używania tytoniu w całej Europie. Powiedział, że pierwszy tytoń na niemieckiej ziemi został przyniesiony przez Żydów i że to oni kontrolowali przemysł tytoniowy w Amsterdamie, skąd później rozprzestrzenił się on na całą Europę.

## Po II wojnie światowej

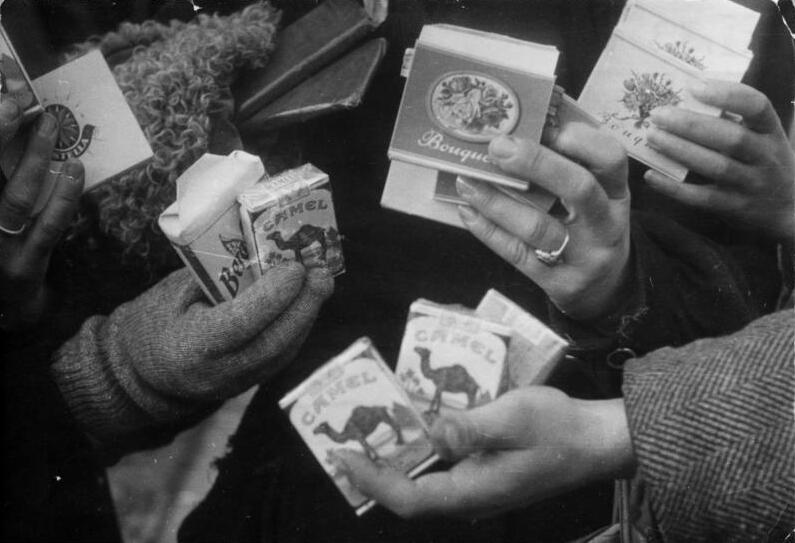
Czarnorynkowy handel papierosami odbywał się m.in. na placu Poczdamskim w Berlinie

Po upadku III Rzeszy amerykańscy producenci papierosów szybko wkroczyli na niemiecki czarny rynek, a przemyt tytoniu stał się powszechny. W 1949 roku wwożono nielegalnie do Niemiec miesięcznie około 400 milionów papierosów wyprodukowanych w Stanach Zjednoczonych. W 1954 roku przemycono do Niemiec i Włoch prawie 2 miliardy szwajcarskich papierosów. Darmowe wyroby tytoniowe do Niemiec wysyłały też Stany Zjednoczone w ramach planu Marshalla. Ilość tytoniu wysłanego do Niemiec w 1948 roku wynosiła 24 000 ton, a w 1949 już 69 000. Na cel ten rząd Federalny Stanów Zjednoczonych wydał aż 70 milionów dolarów, ku zadowoleniu amerykańskich producentów papierosów, którzy czerpali z tego ogromne zyski. Roczna konsumpcja papierosów per capita w powojennych Niemczech stale rosła – od 460 w 1950 roku do 1523 w 1963 roku. Pod koniec XX wieku kampania antynikotynowa w Niemczech nie mogła się pochwalić takimi sukcesami jak kampania nazistowska w latach 1939–1941, a niemieckie badania nad wpływem tytoniu na zdrowie zostały opisane przez Roberta Proctora jako niemogące się pochwalić większymi sukcesami (ang. muted).